# 开干齐乡
开干齐乡，是中华人民共和国新疆维吾尔自治区伊犁哈萨克自治州奎屯市下辖的一个乡镇级行政单位。

## 行政区划
开干齐乡下辖以下地区：
开干齐村、别列克齐村、高疙瘩泉村和梧桐树村。